# Elig Ndoum
Pour les articles homonymes, voir Elig.
Elig Ndoum est un village de la région du Centre du Cameroun. Il est localisé dans l'arrondissement (commune) d'Okola. On y accède par la piste rurale qui lie Nkodassa à Elig Ndoum.

## Population et société
En 1965, la population de Elig Ndoum était de 129 habitants. Elig Ndoum comptait 248 habitants lors du dernier recensement de 2005. La population est constituée pour l’essentiel du peuple Eton.